# Anabasis. Studia Classica et Orientalia
Anabasis. Studia Classica et Orientalia – polskie czasopismo historyczne poświęcone historii starożytnej. Wydawane jest od 2010 roku. Publikuje artykuły w językach: angielskim, niemieckim, francuskim oraz włoskim. Czasopismo jest wydawane przez Instytut Historii Uniwersytetu Rzeszowskiego. Redaktorem naczelnym jest Marek Jan Olbrycht. 

## Rada Redakcyjna
W Radzie Redakcyjnej Anabasis zasiadają .in. Daryoush Akbarzadeh (Iran, ICHTO, Tehran); Agustí Alemany (Spain, Autonomous Universi-ty of Barcelona); Touraj Daryaee (USA, University of California, Irvine); Jangar Ilyasov (Uzbekistan, Academy of Sciences); Erich Kettenhofen (Germany, University of Trier, prof. em.); Ryszard Kulesza (Uniwersytet Warszawski); Edward Lipiński (Belgium, University of Leuven, prof. em.); Valentina Mordvintseva (Ukraine, Crimean Branch of the Institute of Archaeology); Valery P. Nikonorov (Russian Federation, Russian Academy of Sciences, Sankt-Petersburg); Tomasz Polański (Poland, Jan Kochanowski University); Eduard V. Rtveladze (Uzbekistan, Academy of Sciences); Martin Schottky (Niemcy); Rahim Shayegan (USA, University of California, Los Angeles).

## Bazy bibliograficzne
Czasopismo notowane jest w bazie naukowej ERIH-PLUS oraz na liście Ministerstwa Nauki (11 punktów).